# Васильевская волость (Славяносербский уезд)
Васи́льевская во́лость — историческая административно-территориальная единица Славяносербского уезда Екатеринославской губернии.
По состоянию на 1886 год состояла из 5 поселений, 6 сельских общин. Население — 1258 человек (670 мужского пола и 588 — женского), 231 дворовое хозяйство.
|                       | Площадь, десятин | В том числе пахотной, дес. |
| --------------------- | ---------------- | -------------------------- |
| Сельских общин        | 2232             | 740                        |
| Частной собственности | 6810             | 2202                       |
| Другой собственности  | 165              | 55                         |
| В целом               | 9207             | 2997                       |

Крупнейшие поселения волости:
- Васильевка — бывшее собственническое село за 25 верст от уездного города, 555 человек, 114 дворов, православная церковь, школа, 2 ежегодных ярмарки. За версту — железнодорожная станция Васильевка.
- Петровка (Юрьевка) — бывшее собственническое село при реке Лозовая, 188 человек, 41 двор, лавка и кирпичный завод.

По данным на 1908 год население выросло до 2736 человек (1380 мужского пола и 1356 — женской), 458 дворовых хозяйств.
По состоянию на 1916 года: волостной старшина — Чехов Федот Семенович, волостной писарь — Пилипенко Андрей Григорьевич, исполняющий обязанности председателя волостного суда — Плутигаренко Антон Дмитриевич, секретарь волостного суда — Шагов Пётр Емельянович.